# Petra (Schwan)

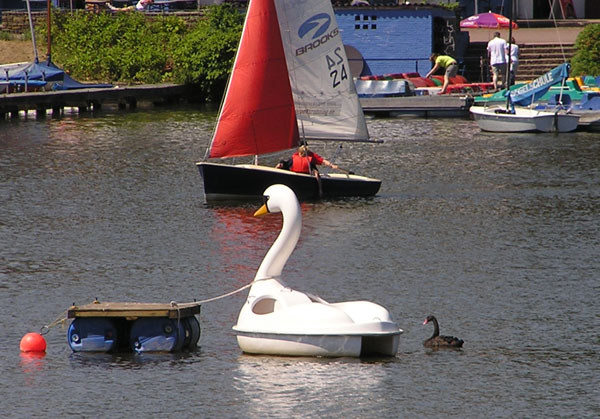
Petra und ihr Tretboot im Sommer 2006

Petra, genannt auch Schwarzer Peter, ist ein Schwarzschwan auf dem Aasee im westfälischen Münster, der aufgrund seiner Zuneigung zu einem überlebensgroßen weißen Tretboot in Schwanenform in den Jahren 2006 bis 2008 weltweite Aufmerksamkeit auf sich gezogen hatte. Petra verschwand 2009, tauchte aber im April 2013 wieder auf.

## Geschichte
Der Schwan tauchte Anfang Mai 2006 auf dem Aasee auf, die Herkunft ist ungeklärt. Der in Münster schnell als „Schwarzer Peter“ bekannt gewordene Schwan, benannt in Anlehnung an Peter Overschmidt, den Besitzer des Tretbootes, hielt sich von Beginn an in der Nähe eines überlebensgroßen weißen Tretboots in Schwanenform auf, das eine Yachtschule stundenweise vermietet. Erste Annäherungsversuche quittierte der Schwan mit Drohgebärden, die laut Verhaltensbiologen die Bindung des Schwans zum Tretboot und eine Verteidigung des Brutreviers andeuteten. In den folgenden Monaten wich der Schwan dem Tretboot nicht mehr von der Seite, schwamm auch bei Vermietung hinterher. Zum Winter musste das Tretboot jedoch vom Aasee genommen werden, um Frostschäden zu vermeiden. In mehreren Stationen wurde es daher mit dem Schwarzschwan im Schlepptau Richtung Allwetterzoo Münster geschleppt und am 9. November 2006 wurden beide schließlich auf einem Tümpel im Zoo abgesetzt. Bereits zwei Wochen zuvor hatte eine DNA-Analyse einer Feder ergeben, dass der Schwan ein Weibchen ist, woraufhin sich als Spitzname „Petra“ etablierte. Aufgrund einer Fußverletzung wurde der Schwan mitsamt Tretboot Ende November ins leere Pelikanhaus umgesiedelt. Dort verblieben beide bis März 2007. Zuletzt war versucht worden, Petra mit anderen Schwarzschwänen des Zoos zusammenzuführen, was jedoch scheiterte.
Am 29. März 2007 wurden beide schließlich wieder auf den Aasee gebracht, wo Petra ihrem Schwan wiederum den ganzen Sommer nicht von der Seite wich. Für den Winter 2007/2008 war ursprünglich geplant, das Tretboot an den neugestalteten Aaseeterrassen unterzubringen. Da sich der Bau jedoch verzögerte, diente seit dem 5. Dezember 2007 wieder der Zoo als Winterquartier. Während dieser Zeit duldete Petra erstmals auch einen lebendigen Schwan neben sich. Ein Anfang Dezember 2007 aufgetauchter weißer Höckerschwan, der Paul genannt wurde, schnäbelte auf dem Zooteich regelmäßig mit dem Schwarzschwan. Somit dauerte die Beziehung von Petra und dem Tretboot insgesamt etwa zwei Jahre an. Doch auch die neue Beziehung war keine Art-interne, da beide Schwäne zu unterschiedlichen Arten gehören. Solche artübergreifenden Beziehungen sind bei Vögeln aber keine Seltenheit.
Die Liaison war jedoch nicht von langer Dauer. So ließ Paul am 22. März 2008 Petra im Winterquartier zurück und wechselte in einen nahegelegenen anderen Teich, nachdem das Tretboot bereits eine Woche zuvor wieder auf den Aasee geschleppt worden war. Im Herbst 2008 tauchte Petra mehrfach am Hiltruper See auf.
In den vorherigen Wintern war Petra im Winterquartier im Zoo untergebracht worden. Für die Überwinterung im Winter 2008 war für Petra eine Hütte in der Nähe des Aasees errichtet worden. Am 31. Dezember 2008 wurde Petra zuletzt am Aasee gesehen. Im Jahr 2009 ist Petra auf dem See nicht mehr erschienen. Daraufhin wurden aus ganz Deutschland Hinweise zum Verbleib des Schwans gemeldet. Dem Freundeskreis „Schwarze Petra“ wurden über 60 Fotos schwarzer Schwäne zugesandt, bei denen es sich um Petra handeln sollte. Es konnte jedoch ausgeschlossen werden, dass es sich um Petra handelte, da der münstersche Schwan einen verknöcherten linken Fuß hatte.
Dieser verknöcherte Fuß führte am 5. April 2013 zur Identifizierung durch den münsterschen Zoodirektor Jörg Adler in einer Storchen-Betreuungsstation in Osnabrück. Den Hinweis hatte eine Mitarbeiterin der Westfälischen Nachrichten gegeben. Am 2. Januar 2009 wurde die unter Unterernährung sowie hohem Fieber leidende Schwänin, die zahlreiche Abschürfungen erlitten hatte, auf einem Feldweg in Glandorf gefunden und in der Station abgegeben. Nach mehreren Monaten andauernder Pflege wurde die Schwänin, die mit gerade einmal 3,18 kg statt üblicher 5,2 kg eingeliefert wurde, wieder gesund. Sie freundete sich mit einem kurz vor ihrem Eintreffen in der Station abgegebenen Schwan an, der inzwischen zu ihrem ständigen Begleiter wurde. Stationsleiter Wolfgang Herkt gab der Schwänin zwei Schwaneneier zum Bebrüten, die die Ziehmutter erfolgreich ausbrütete. Bei seinem Besuch in der Storchen-Betreuungsstation in Osnabrück sprach Zoodirektor Jörg Adler mit dem dortigen Stationsleiter Wolfgang Herkt über das Vorhaben, Petra mitsamt ihrem Partner nach Münster als Botschafter für Vogelschutz überführen zu dürfen. Dies wurde von Herkt abgelehnt. Entgegen anders lautenden Berichten habe es kein Kaufangebot Adlers gegeben.

## Medien

### Berichterstattung
Die Berichterstattung über Petra begann im Mai 2006 mit einem Artikel, den die Deutsche Presse-Agentur verbreitete. Noch im Laufe des Sommers berichteten mehrere deutsche Fernsehstationen über die Romanze, dadurch angezogen schließlich auch das japanische und US-amerikanische Fernsehen sowie zahlreiche internationale Zeitungen und Zeitschriften. Die Zooleitung erhielt selbst Jahre später noch Anfragen aus den USA nach Fotomaterial. In den englischsprachigen Ländern sind schwarze Schwäne eine Metapher eines zwar unwahrscheinlichen, aber möglichen Ereignisses, was dem Hype zudem Auftrieb gab. Ebenso fanden sich nach Auskunft der Zooleitung Fans in China. Der Umzug in den Zoo wurde bereits zu Beginn der Umsiedlung etwa von Reuters TV gefilmt. Am 9. November 2006, als beide in den Zoo gebracht wurden, erschienen Vertreter von 23 Medien, darunter mehrere Kamerateams, Fotografen und Redakteure großer Magazine und diverser Presseagenturen. Nicht zuletzt die Medienberichterstattung ließ die Besucherzahlen des Zoos das erste Mal seit der Eröffnung des Delphinariums 1974 auf über eine Million steigen.
Auch der Rückweg im März 2007 auf den Aasee wurde ähnlich ausführlich von Medienvertretern begleitet.
Am 1. Januar 2008 wurde vom WDR eine Dokumentation über Petra unter dem Titel Neues vom verliebten Schwan ausgestrahlt, die das zweite Jahr der ungleichen Beziehung thematisiert.

### Romane
Seit 2006 erschienen mehrere Romane, darunter zwei Kinderbücher, die das Leben von Petra zum Inhalt haben.
Der Autor Friedrich Ani veröffentlichte im Oktober das Buch Mathilda und Giacomo, das sich an der Geschichte des Schwans Petra orientiert und einige Ähnlichkeiten mit der Geschichte des Münsteraner Schwans aufweist. Dabei nannte Ani den Schwan Mathilda, das Tretboot wurde Giacomo in Anlehnung an Giacomo Casanova benannt und der Zoo-Direktor heißt Falcke. Die Handlung wurde an den Kleinhesseloher See im Englischen Garten nach München verlegt, in dessen unmittelbarer Nähe der Autor wohnt, was u. a. bei Jörg Adler, dem Direktor des Allwetterzoo Münster, für Unmut sorgte. Allein beim Happy End weicht die Erzählung von der tatsächlichen Geschichte Petras ab.

## Trivia
Die UWG-MS/ödp-Fraktion brachte am 13. Dezember 2006 in den Rat der Stadt Münster einen Antrag ein. Dieser forderte den Rat auf, die Verwaltung der Stadt prüfen zu lassen, ob eine schwarze Schwänin in das Wappen der Stadt Münster aufgenommen werden könne. Nach kurzer Diskussion wurde der Antrag zurückgezogen.
Es wurden eine CD mit einer eigens komponierten Schwanenballade sowie Brillant-Ringe und Schlüsselanhänger in Schwanenform produziert. Zudem wurde Anfang Oktober 2008 ein Freundeskreis namens „Schwarze Petra“ gegründet.
Im Tatort: Schwanensee versucht Boerne mit dieser Geschichte eine erotomane Täterin von einem Tötungsdelikt abzuhalten.